# Arsenal de Berlim

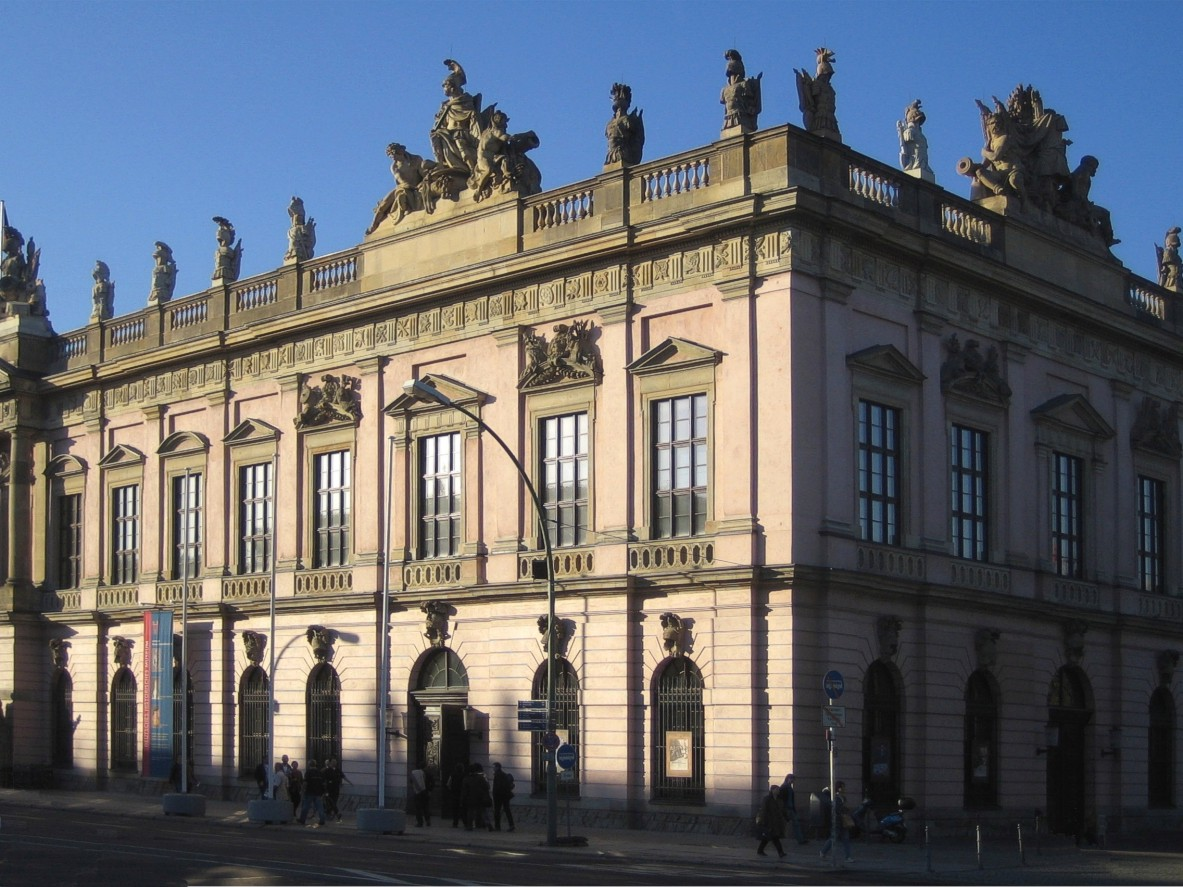
Fachada da Zeughaus, o edifício principal do Museu Histórico Alemão

Zeughaus ou Arsenal de Berlim (em alemão:  Zeughaus Berlin) é a construção mais antiga da avenida Unter den Linden em Berlim.

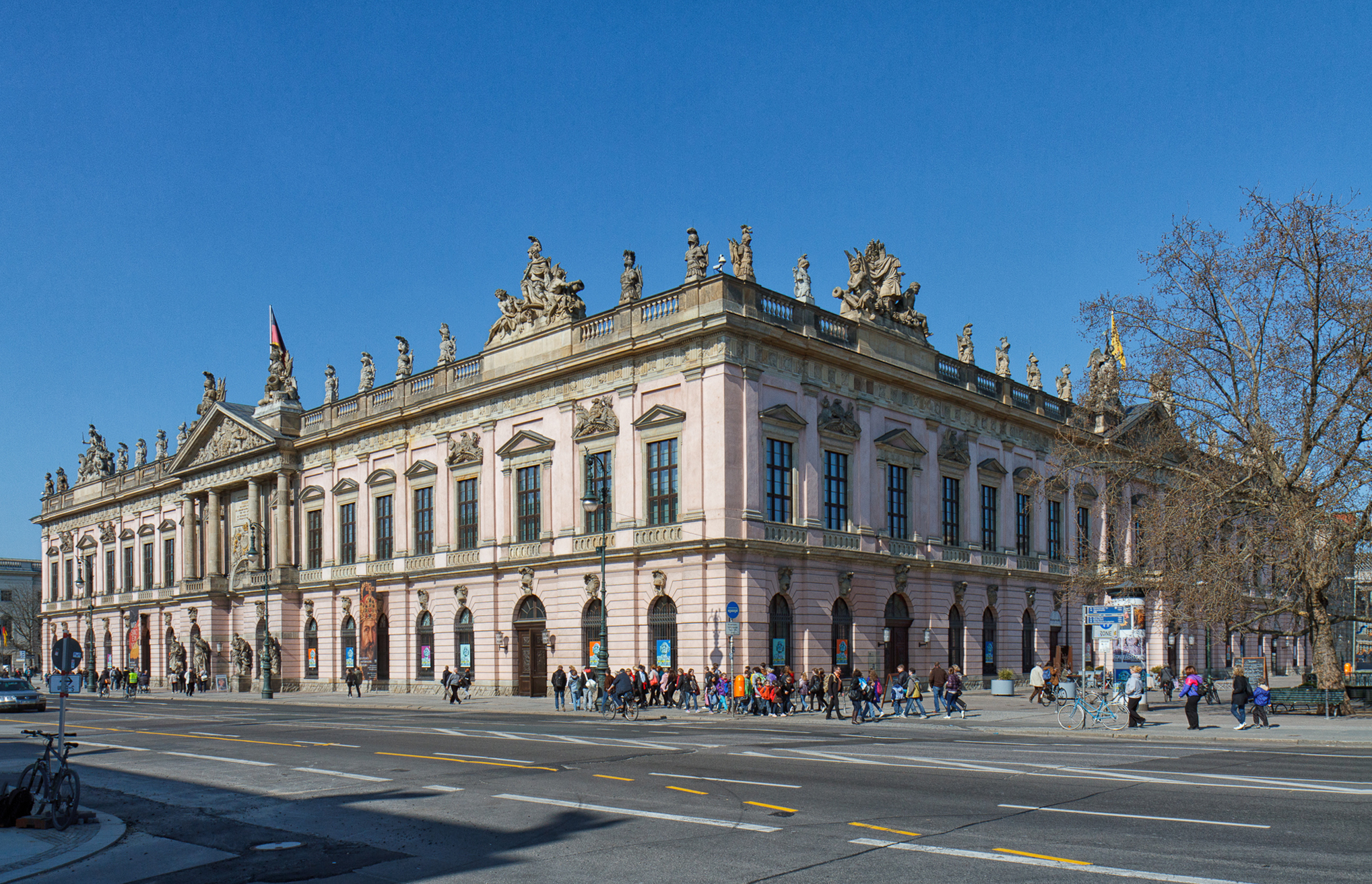
Zeughaus Berlin, Unter den Linden (2012)

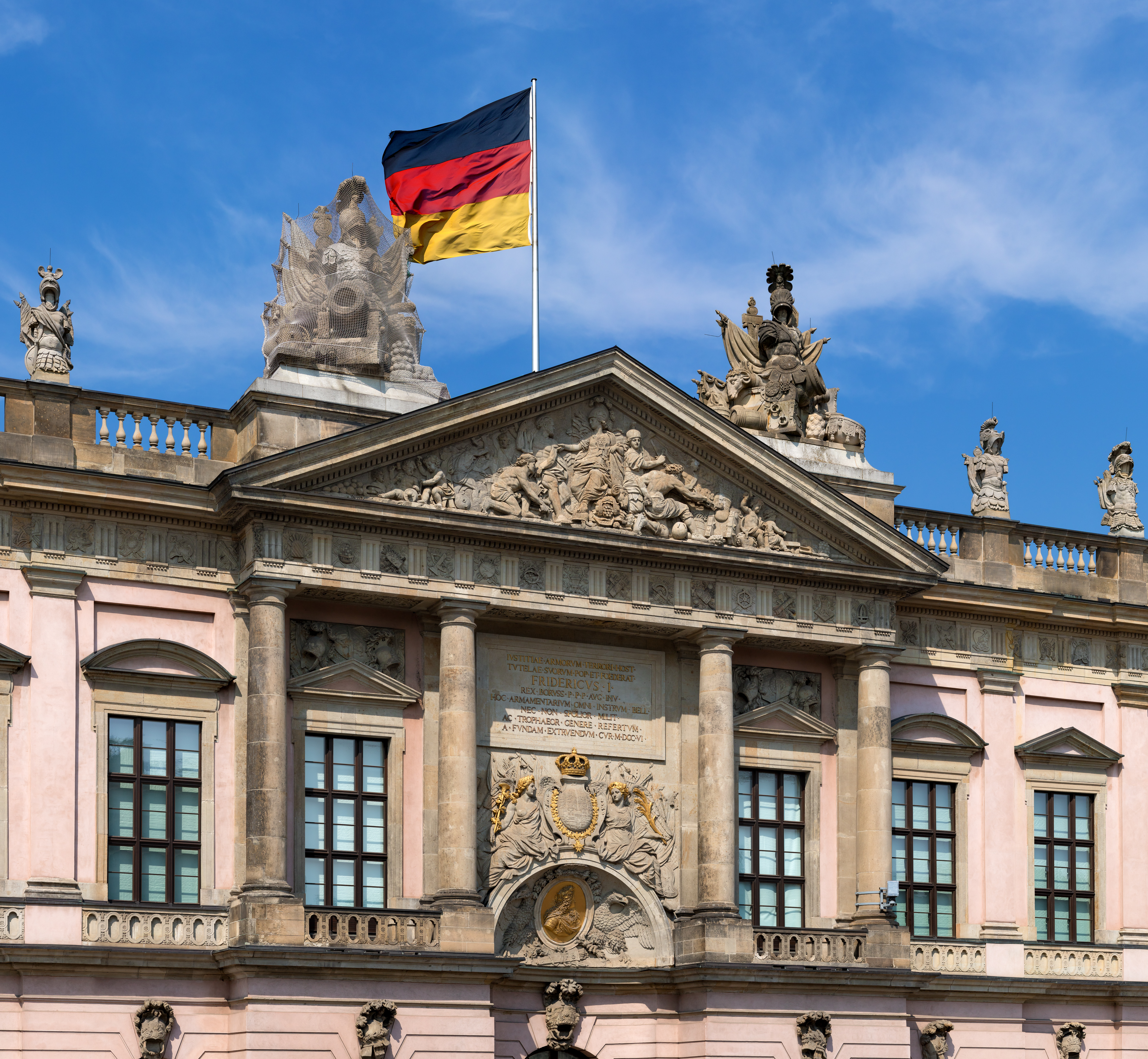
Zeughaus Berlin, pormenor da fachada (2015)

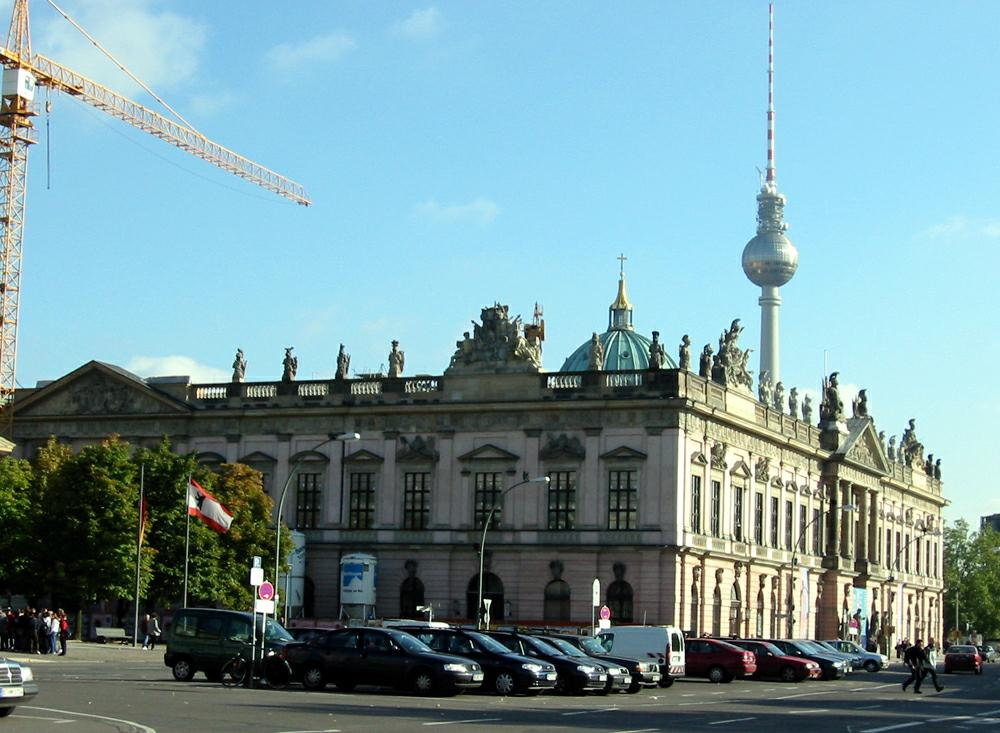
Zeughaus Berlin (2001)

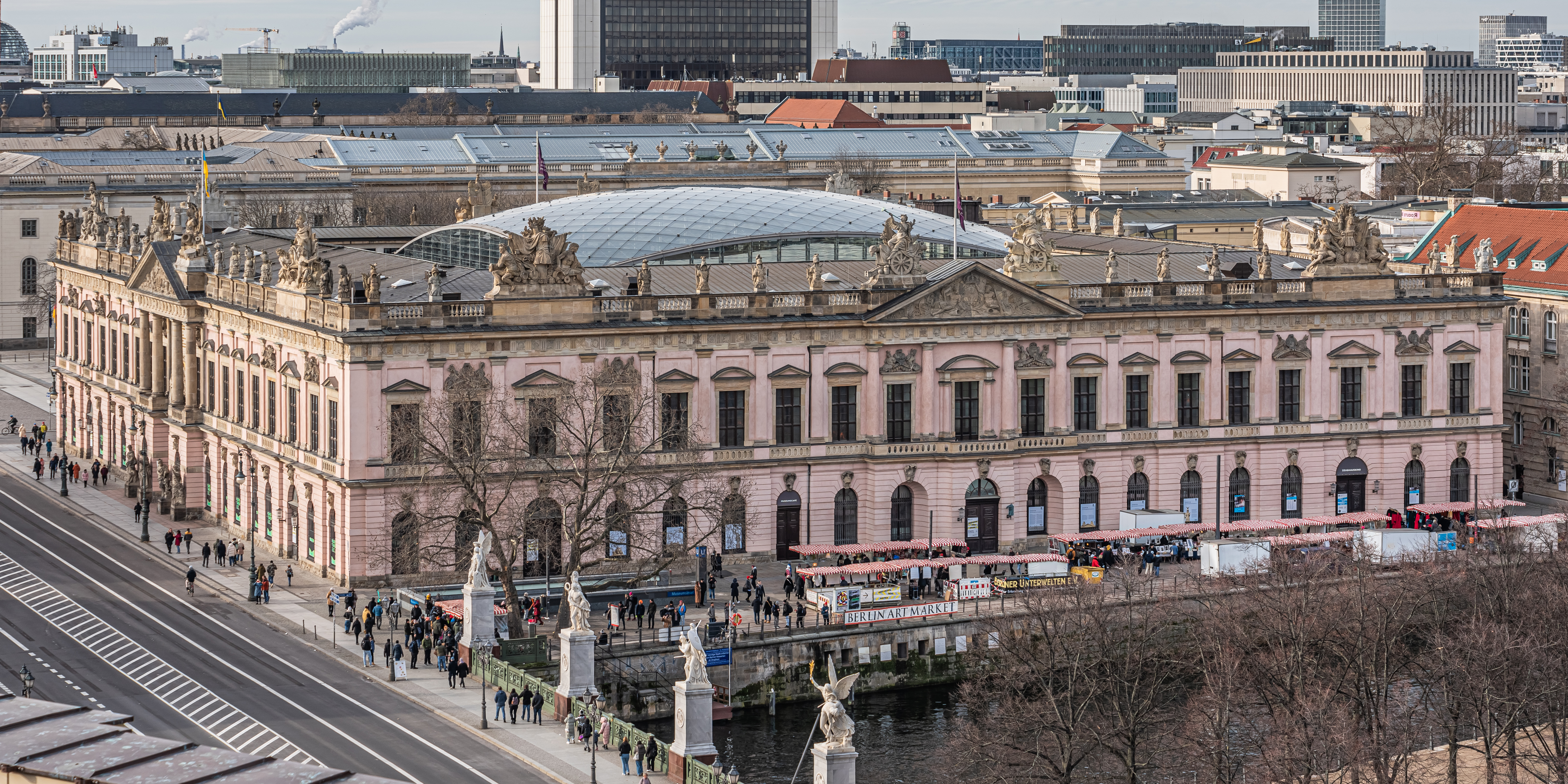
Vista aérea (2023)

## História
O edifício foi construído pelo príncipe eleitor Frederico III de Brandemburgo entre 1695 e 1730 em estilo Barroco, para ser usado como arsenal de artilharia. O capitão do primeiro edifício foi Johann Arnold Nering, que foi sucedido em 1695 por Martin Grünberg, seguindo-se Andreas Schlüter e finalmente Jean-de-Bodt.
O edifício foi transformado em museu militar em 1875. 
O falhado atentado de 21 de março de 1943 a Adolfo Hitler, de Rudolf-Christoph Freiherr von Gersdorff, ocorreria quando o Führer visitava o arsenal para ver armas capturadas aos soviéticos.
De 1949 a 1965 a Zeughaus foi restaurada após os graves danos de guerra, sendo o interior completamente redesenhado. Em 1952, o governo da República Democrática Alemã abriu lá o Museu da História Alemã  (Museum für Deutsche Geschichte) na Zeughaus, que apresenta a história da Alemanha, especialmente na era moderna, de um ponto de vista comunista. Hoje a Zeughaus é sede do Museu Histórico Alemão (Deutsches Historisches Museum).
O edifício mais antigo do bulevar Unter den Linden, no centro de Berlim — o Zeughaus, construído entre 1675 e 1706 por diversos arquitetos, inclusive Andreas Schlüter — ganhou um apêndice programaticamente modernista. Entre o anexo novo, em forma triangular e o único edifício barroco original que restou em Berlim, uma torre de vidro e aço se espirala, acompanhando o movimento da escadaria.
Mais recentemente a Zeughaus ganhou um anexo projetado pelo arquiteto sino-americano Ieoh Ming Pei.

## Coleções
Cultura Itécnicas e produtos e equipamentos médicos 
 Artigos para o lar,  promoções de produtos: 65 000 objetos
Cultura IImoda, vestuário, têxteis, escudos civis, artigos religiosos: 45.000 objetos
Cultura IIIbrinquedos, postais, artigos políticos, inventário especial: 11.000 objetos
Biblioteca
Imagens de arquivo
Documentos  Idocumentos, folhas soltas, coleções de folhetos e mapas, autógrafos 
 Selos e livros de autógrafos desde 1914: 50.000 objetos
Documentos IIálbuns de fotos, publicações periódicas, folhetos, propaganda 
 Mapas e planos de autógrafos a partir de 1914: 120.000 objetos
Cinema de Coleção100 películas
Artes e escultura a partir de 1900móveis, cerâmica, vidro e arte de metal, desenhos: c, de 6000 objetos
Impressões e desenhoshistorial de eventos dos séculos XVI a XX
 Retrato I - coleção dos seéculos XV a XX: 100.000 artigos
Arte IPintura desde 1900: c.  de 700 objetos
Arte II / Coleção de fotografiaPintura e escultura dos séculos XX e XXI: 3000 objetos e 10.000 fotografias
Militaria Iarmas antigas e demais armamento e equipamento militar: 20.000 artigos
Militaria IImedalhas, uniformes, bandeiras e condecorações militares: 30.000 objetos
Numismática80.000 objetos
Cartazes1896-1938 cartazes artísticos da coleção de Hans Sachs, 
coleção de cartazes políticos de 1920-1960 Wolf e da RDA: cerca de 80.000 objetos

## Na cultura popular
A fachada do edifício é usada no filme de 1998 Lola rennt.

## Imagens

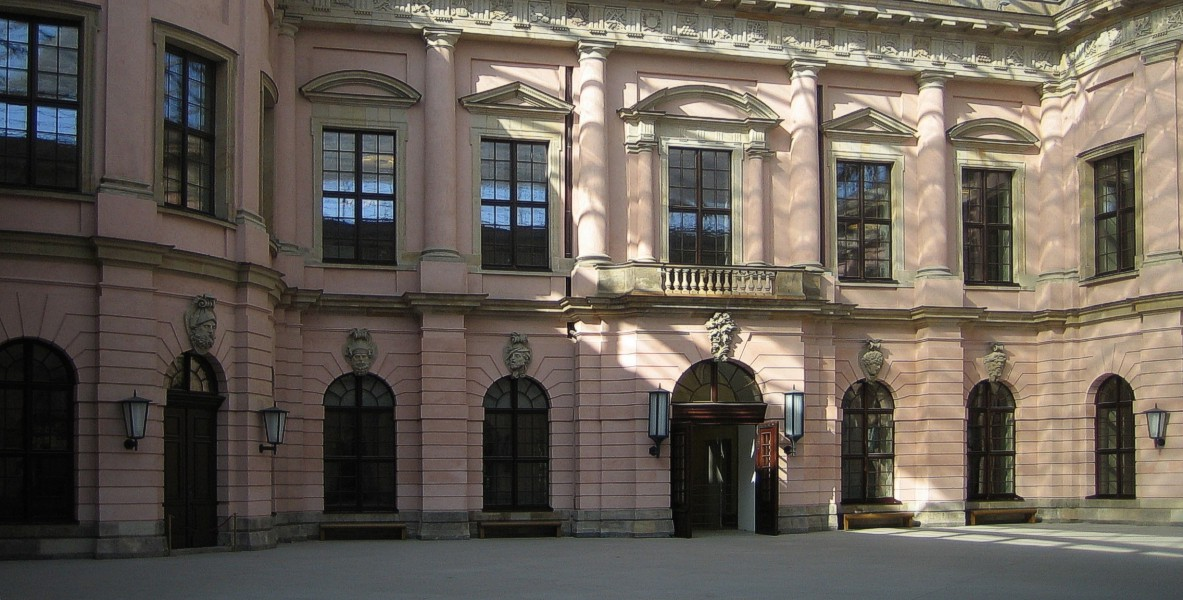
O pátio
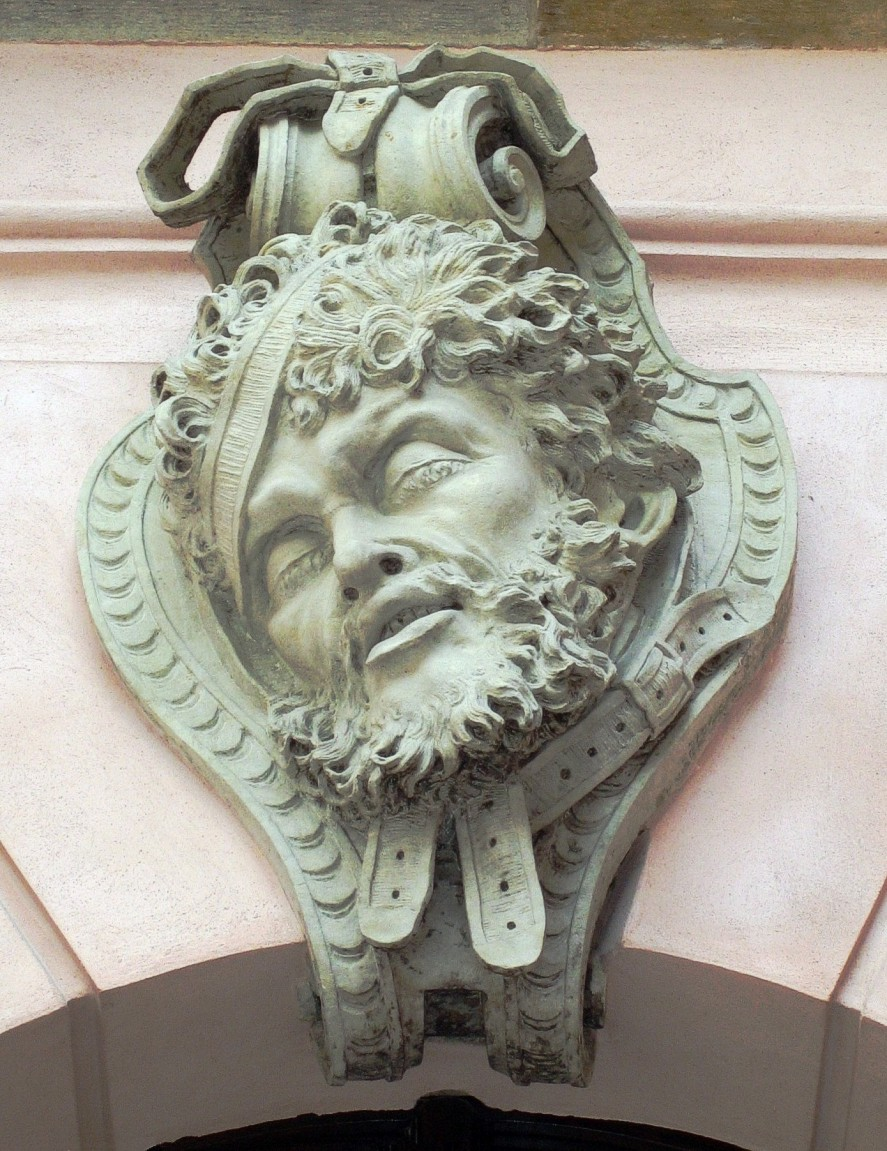
Cabeça de soldado moribundo
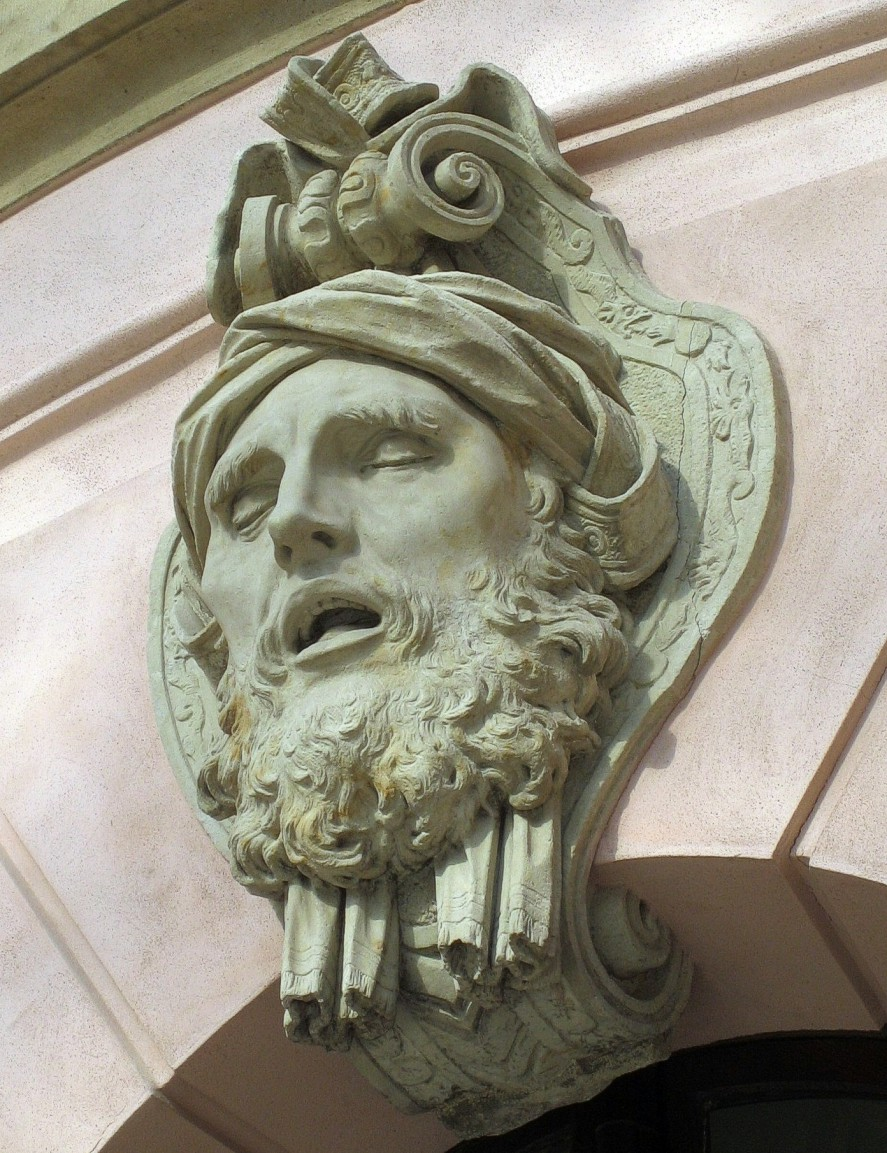
Cabeça de soldado moribundo
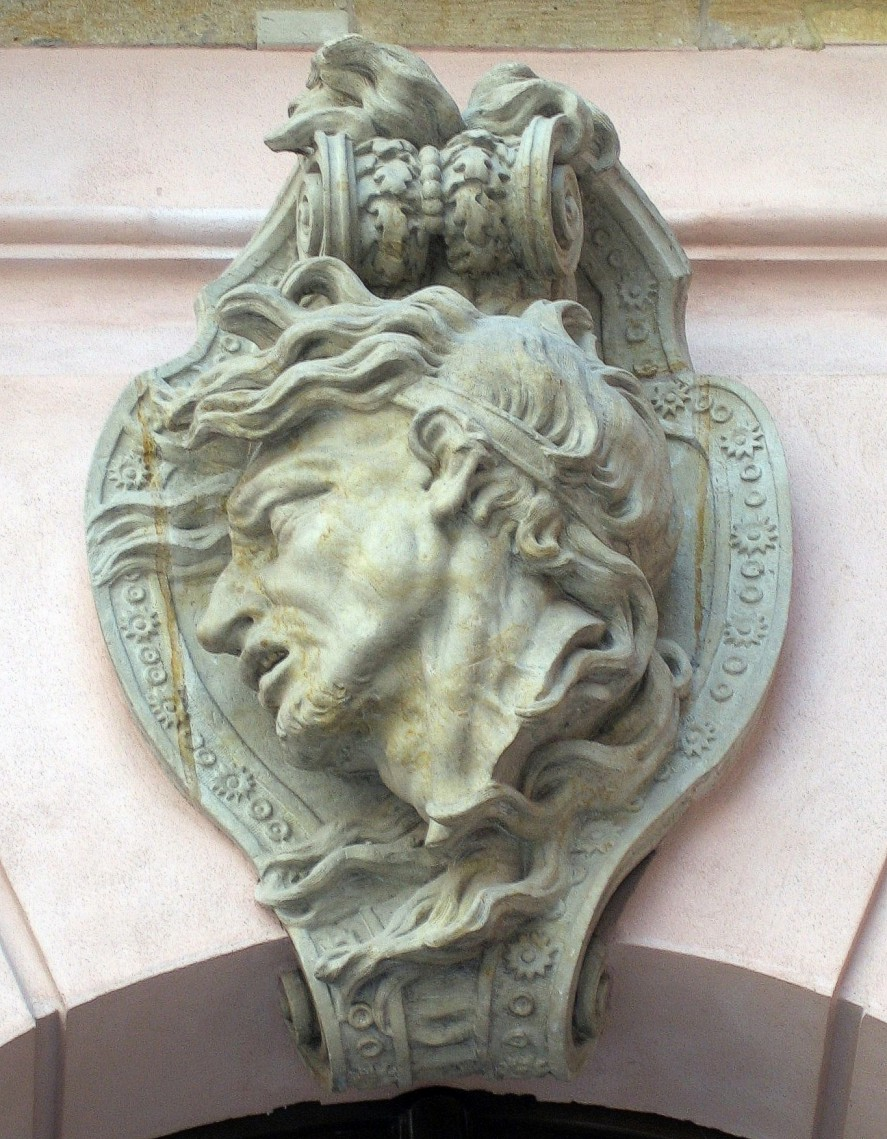
Cabeça de soldado moribundo
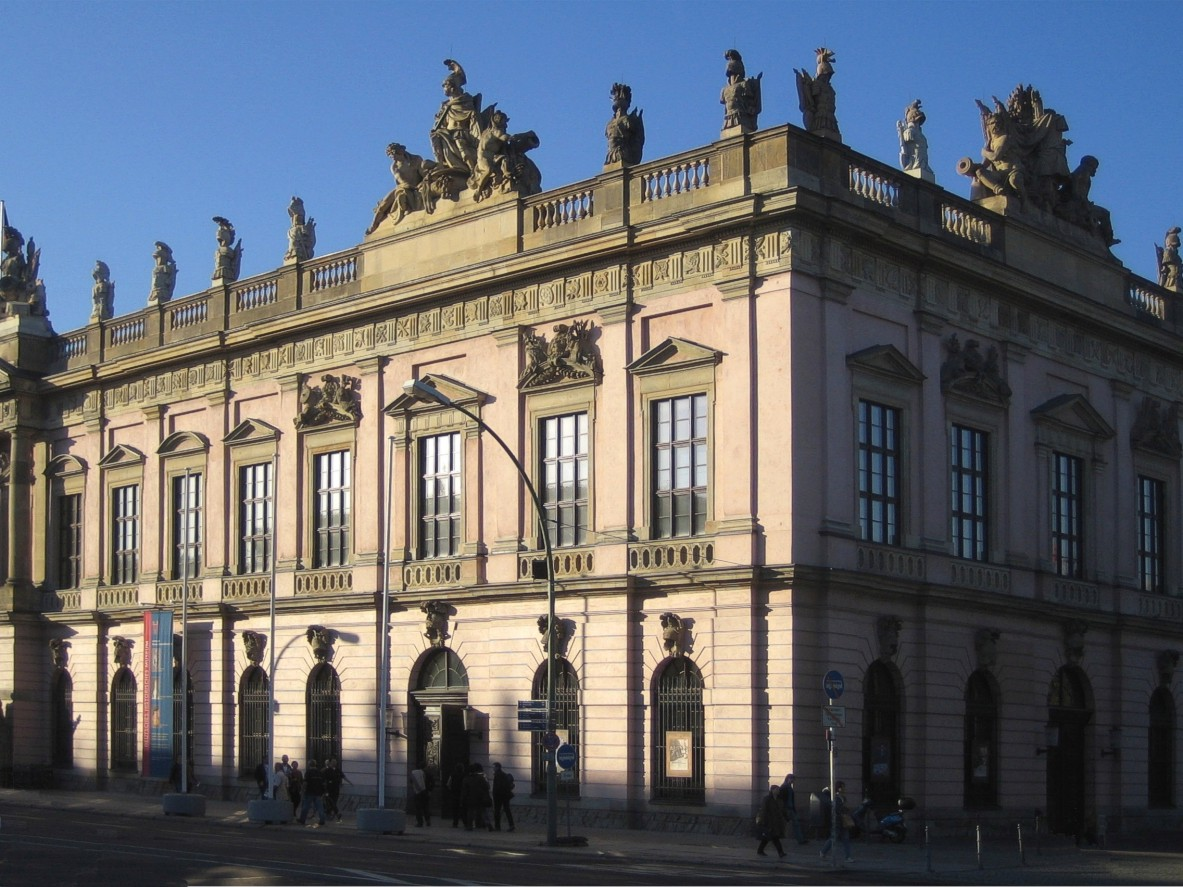
Vista parcial da fachada sul
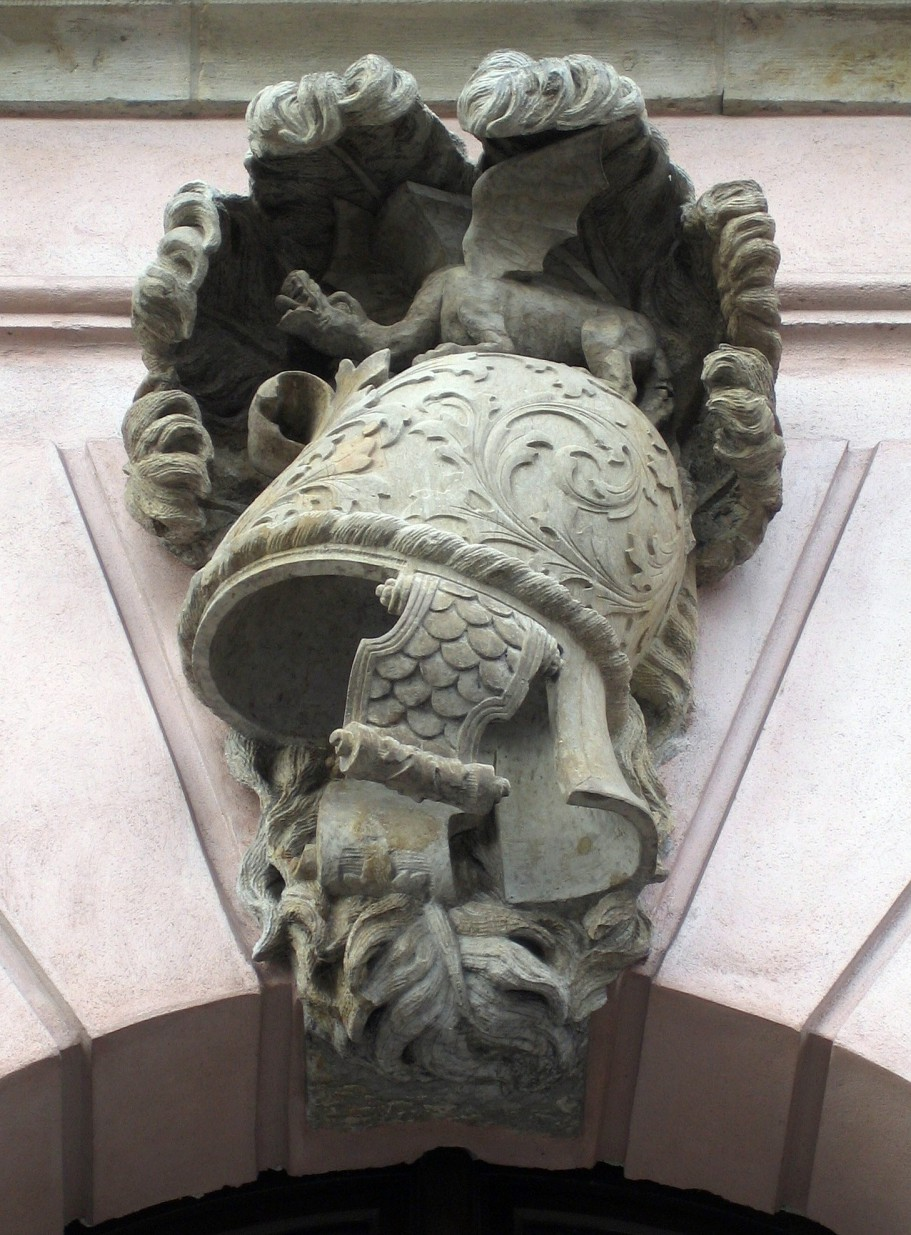
Capacete esplendoroso barroco na fachada sul
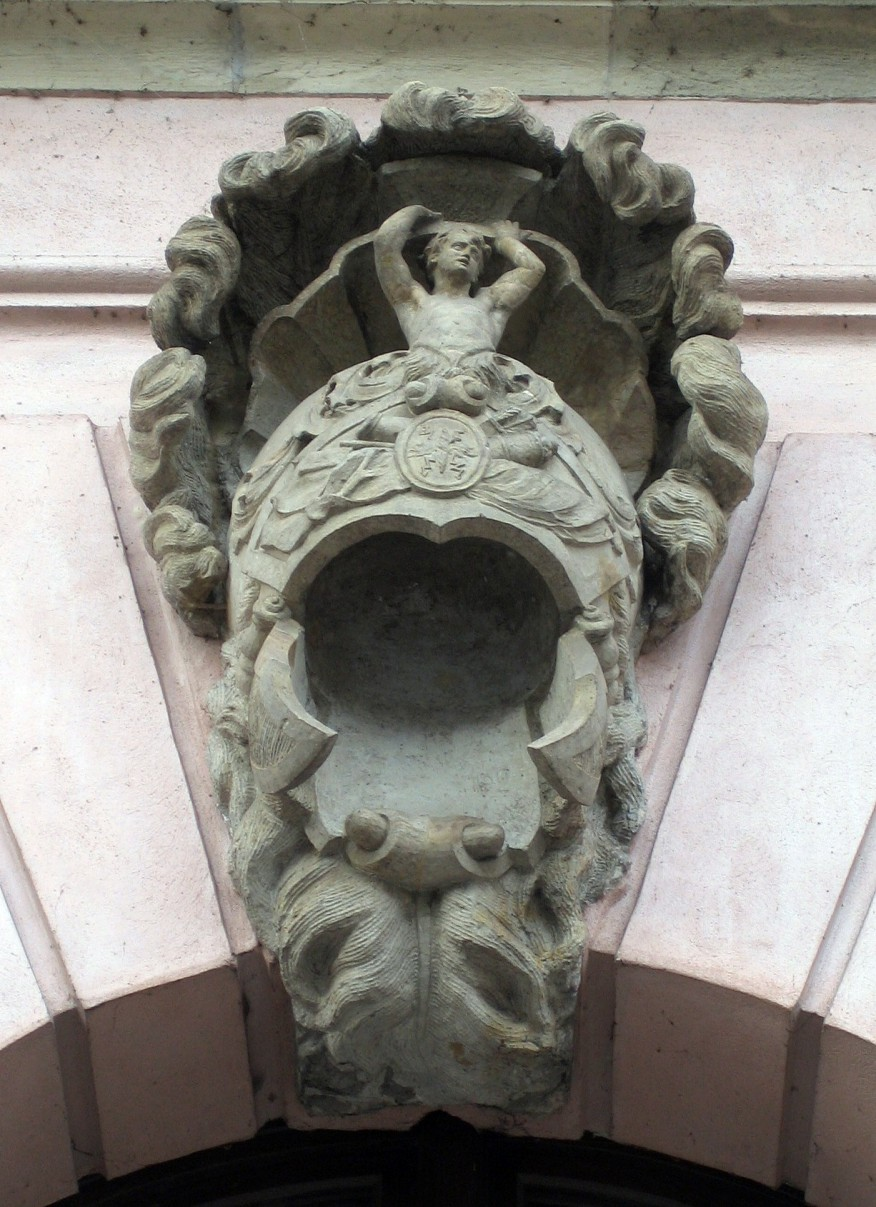
Capacete esplendoroso barroco na fachada sul
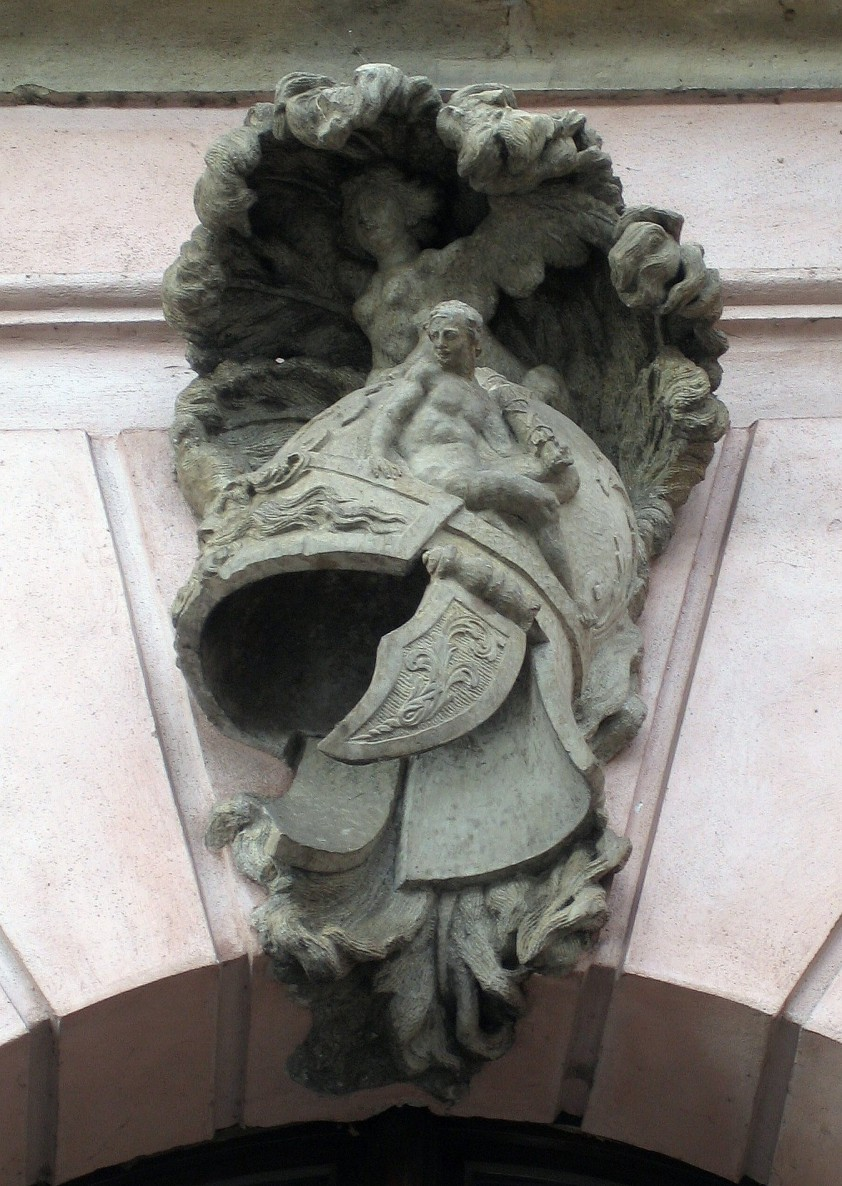
Capacete esplendoroso barroco na fachada sul